# Teatro d'impresa
Il teatro d'impresa ha lo scopo di unire l'arte e il business applicando le metodologie tipiche dell'arte teatrale in ambito formativo, organizzativo, comunicativo e promozionale all'interno delle aziende.
Impiega le tecniche dell'arte teatrale non in sostituzione, ma come integrazione e supporto di quelle della formazione tradizionale coinvolgendo e motivando attivamente e piacevolmente i partecipanti in maniera esperienziale, divertente e al tempo stesso molto incisiva ed efficace. Tale metodologia riesce a unire due contesti apparentemente lontani fra loro come il mondo del lavoro, fondato sull'organizzazione produttiva con obiettivi concreti e razionali di profitto, e l'arte del teatro, basata sulla finzione ludica e creativa finalizzata all'espressività e all'estetica. L'unione fra teatro e azienda è possibile con un approccio metaforico, interpretando il contesto organizzativo con la metafora teatrale e il teatro come metafora della vita sociale. Riguardo agli ambiti di applicazione delle metodologie teatrali per animazione, formazione e comunicazione in contesti organizzativi, possiamo distinguere le due terminologie teatro d'impresa e teatro d'azienda, spesso usate come sinonimi in quanto le potenzialità di applicazione dello strumento teatrale possono riguardare realtà non solo d'impresa (intesa come un'azienda con fini di lucro), ma anche di strutture organizzative con finalità sociali che forniscono servizi anziché prodotti come le associazioni no-profit, le pubbliche amministrazioni o le cooperative.

## Storia
La prima forma di Teatro d'impresa nasce nel 1984 con il nome francese di Thèâtre d'entreprise, a Montréal, in Canada, con la fondazione della società Thèâtre à la carte da parte di Christian Poissonneau, il primo ad applicare la metodologia teatrale alla formazione aziendale e a divulgare questo innovativo e originale sistema. Poissonneau, convinto che ogni azienda avesse un suo vissuto fatto non solo di cose da comunicare e condividere, ma anche di conflitti e problemi di organizzazione, iniziò con interventi di recitazione basati sulle storie aziendali ognuna ambientata nel proprio contesto organizzativo. Non erano semplici rappresentazioni di intrattenimento e animazione, ma un valido mezzo di comunicazione, riflessione e formazione. Ma è stato a Parigi, dopo l'incontro e lo scambio di esperienze con Michel Fustier, esperto in gestione del personale e anch'egli autore di alcuni esperimenti di teatro in azienda, che il Teatro d'impresa ha assunto le tipologie che tuttora lo caratterizzano. Nei primi anni Novanta a Parigi nacquero diverse società di formazione e consulenza che si avvalevano di metodologie teatrali e poi il sistema si è diffuso e sviluppato anche altrove giungendo in pochi anni anche in Gran Bretagna con il nome di Business theatre, in Germania e nel resto dell'Europa.
Dal 1991 a Nantes (Francia) si svolge il Festival Internazionale del Teatro d'Impresa, un'occasione di incontro e confronto aperto agli operatori e alle imprese europee che hanno utilizzato le metodologie formative e comunicative del Teatro d'impresa. Nel corso dell'A.A. 1996/1997, a Trieste, con i docenti Maddalena Berlino e Andrea Notarnicola, il teatro d'impresa diventa per la prima volta materia obbligatoria di studio in un master in business admistration in Italia (MIB).In Italia i primi progetti di Teatro d'impresa prendono forma verso la fine degli anni Novanta. Il primo spettacolo di Teatro d'impresa va in scena all'Arena del Sole di Bologna, il 17 luglio 1997, con una lezione spettacolo sulla creatività aziendale tenuta da Paolo Vergnani. Nel 1999 in Italia, a Firenze, Roberta Pinzauti dà vita a un'altra realtà molto attiva di Teatro d'impresa con una grossa rete di attori, registi, autori, formatori e consulenti aziendali detti FormAttori. Dopo un iniziale scetticismo, nel tempo l'ingresso del teatro in azienda è stato progressivamente sempre più oggetto di curiosità e interesse, tanto che oggi rappresenta una realtà abbastanza diffusa e affermata nel contesto formativo e manageriale anche delle aziende italiane. Nel 2004, in occasione dell'ingresso dei paesi dell'Est nell'Unione Europea, si è tenuto a Venezia il "Palio Interculturale della Rappresentazione d'Impresa", ispirato ad una rilettura in chiave aziendale delle maschere della commedia dell'arte. Maddalena Berlino e Eva Campi con Business theatre training: from a formative experience to a social event, in occasione del X Forum Internazionale dell'Approccio Centrato sulla Persona, nel maggio 2007, portano in "scena" la terza edizione del "Palio Interculturale della Rappresentazione d'Impresa" a Palma di Maiorca.
Nel giugno 2011 è stato organizzato, dall'Associazione Italiana Formatori, il primo Festival italiano di teatro d'impresa presso il Teatro San Salvatore di Bologna.

## Nuove esigenze formative
La società moderna ha subito profondi cambiamenti anche dal punto di vista lavorativo e formativo e occorrono nuove strategie di adattamento e rinnovamento, nonché la capacità per chi lavora di riuscire a reinventarsi per inserirsi in contesti che mutano continuamente. Da una concezione rigida e autoritaria con compiti e ruoli stabiliti dal vertice aziendale e una dimensione lavorativa prettamente tecnica ed addestrativa, il nuovo modello di organizzazione aziendale si è evoluto in maniera più flessibile e dinamica, valorizzando sempre più il fattore umano e la componente relazionale, coordinativa e comunicativa. In questo nuovo scenario organizzativo sono emerse esigenze formative nuove tese ad investire maggiormente sulle risorse umane non solo dal punto di vista del sapere tecnico, ma puntando anche a sviluppare maggiormente le capacità di relazione e le competenze esperienziali preziose per la crescita personale e il miglioramento del “saper essere” del lavoratore, sia a livello manageriale che impiegatizio. Questo perché per avere successo in ambito personale e lavorativo non bastano le competenze intellettuali e professionali, ma occorre sviluppare la propria intelligenza emotiva dal punto di vista personale con la conoscenza e la padronanza di sé, e dal punto di vista relazionale per la gestione dei rapporti con gli altri. In un contesto di formazione adulta e in generale nell'ambito dell'andragogia, è poi di fondamentale importanza il “come” e il “perché” insegnare e non solo “cosa” insegnare. Alla luce di questa evoluzione, chi si occupa di formazione nelle aziende si deve quindi rinnovare e deve ricercare e sperimentare nuove metodologie formative per soddisfare le nuove esigenze. Nel contesto del Teatro d'impresa si affronta anche l'aspetto della formazione-formatori e l'azienda si avvale di consulenze formative teatralizzate portate avanti da “FormAttori” con l'obiettivo della crescita personale dei dirigenti, dei formatori e dei dipendenti.

## Perché teatralizzare la formazione
La figura del formatore, così come quella del leader, si può paragonare a quella dell'attore e del regista. Entrambi devono saper stare sul "palcoscenico” e saper organizzare il lavoro assegnando i ruoli giusti alle persone giuste, essere credibili e persuasivi coinvolgendo il loro “pubblico” sia sul piano razionale comunicando contenuti, che emotivo trasmettendo energia e simpatia. Devono essere in grado di comunicare efficacemente attraverso linguaggi verbali e non verbali in stili diversi in presenza di varie tipologie di “spettatori”, e avere il carisma necessario per attrarre l'attenzione e quindi, trasferendo il concetto in ambito aziendale, devono saper motivare e gestire gruppi di collaboratori.
Oltre a sviluppare la leadership, il teatro in azienda è altamente esperienziale per le varie figure professionali e aiuta nei percorsi formativi utili per il teambuilding, per la capacità di lavorare in gruppo, per l'apprendimento di tecniche di negoziazione e vendita, per una comunicazione molto efficace all'interno e all'esterno dell'azienda, per la gestione dello stress,  dei conflitti e degli imprevisti dovuti ai cambiamenti e alle innovazioni aziendali. Si tratta di una "formazione-azione". Infatti la formazione supportata da tecniche teatrali fa sì che i partecipanti, lavorando con la mente, il corpo e le emozioni, acquistino maggiore consapevolezza di sé, del proprio ruolo e delle proprie capacità, e sviluppino la loro creatività, la capacità di comunicare e l'empatia. Inoltre il “fare teatrale” mette in gioco aumentando la sicurezza in se stessi e offre la possibilità di sperimentare aspetti diversi della propria personalità e di scoprire nuove potenzialità cambiando identità in scena. È un mezzo divertente e ironico che rompe la monotonia e sdrammatizza la realtà e crea situazioni virtuali dove tutto può diventare possibile, dove la finzione può far emergere questioni altrimenti sommerse nel “non detto”, e dove i problemi possono essere affrontati anche da altri punti di vista con la possibilità dunque di trovare soluzioni alternative. Utile a tal fine è l'apprendimento delle tecniche di improvvisazione teatrale che aiutano molto nella gestione degli imprevisti che in questo modo non sempre vengono percepiti solo come ostacoli da superare, ma possono trasformarsi in spunti per un cambiamento talvolta anche originale.

## Finalità e funzioni
Nei contesti lavorativi il teatro ha diversi scopi e obiettivi. Può avere una funzione di animazione in occasione di corsi e seminari, incontri di lavoro, presentazioni, oppure può servire per focalizzare l'attenzione su un particolare aspetto aziendale sul quale far riflettere il pubblico, spesso appartenente all'azienda stessa. Inoltre può essere un'ottima spinta al cambiamento perché attraverso un percorso di riflessione riesce a mettere in discussione modelli e schemi comportamentali e facilita il rinnovamento.
Il teatro può dunque essere utilizzato con finalità di animazione organizzativa per rendere più piacevoli le occasioni di socializzazione aziendale come per esempio i meeting e le convention, arricchendo di una componente ludica questi eventi che per esigenze aziendali devono essere in ogni caso costruttivi. I progetti teatrali di animazione aziendale devono essere infatti in grado di conciliare finalità di intrattenimento con finalità costruttive.
La rappresentazione teatrale è anche uno strumento di marketing aziendale, una sorta di Promotional Theatre con lo scopo di pubblicizzare sia all'interno che all'esterno, per esempio ai clienti, i prodotti o i servizi forniti dall'azienda. Il marketing in tal modo diventa esperienziale e durante le rappresentazioni teatrali, oltre alla presentazione del prodotto, può essere messa in scena una simulazione del processo di vendita e acquisto mettendone in evidenza le potenzialità e le criticità. Questa forma è particolarmente efficace per comunicare messaggi e capace di attirare l'attenzione e farsi ricordare da un pubblico piuttosto vasto.
Il Teatro d'impresa è anche un importantissimo strumento di comunicazione aziendale, molto coinvolgente e interattivo per veicolare informazioni e comunicazioni interne finalizzate all'aggiornamento, alla diffusione di vision e mission, allo stimolo del senso di appartenenza o per celebrare particolari momenti della storia aziendale (Celebration Theatre).
Fondamentale la finalità formativa del Teatro d'impresa che si pone l'obiettivo della crescita e dello sviluppo del personale attraverso un percorso catartico e ludico di apprendimento esperienziale sia individuale che di gruppo messo in atto sperimentando diversi canali di comunicazione e relazione in contesti non usuali e in nuove prospettive. Lo scopo principale della formazione teatralizzata è di far sì che la crescita personale dei partecipanti, raggiunta attraverso azioni e riflessioni sulle azioni, sia un arricchimento spendibile anche nel contesto lavorativo.

## Modalità di partecipazione e coinvolgimento
Il Teatro d'impresa prevede diverse tipologie di partecipazione e coinvolgimento dei soggetti. Allo spettacolo i soggetti coinvolti possono assistere come semplici spettatori senza possibilità di intervento, ma senza per questo sminuire l'efficacia comunicativa ed emozionale di una rappresentazione che mette in scena davanti ai loro occhi il loro vissuto lavorativo interpretato da attori professionisti. Una partecipazione più interattiva si ha invece quando un animatore coinvolge il pubblico invitandolo ad esempio ad improvvisare proposte per la soluzione del problema messo in scena dagli attori. Esiste la possibilità di una partecipazione ancora più attiva che può essere parziale oppure diretta. Nel primo caso il pubblico non è solo spettatore, ma può collaborare alla realizzazione dello spettacolo e prendere parte alla stesura del testo o alla progettazione di altri aspetti dell'evento teatrale fino ad avere la possibilità di interpretare in prima persona anche dei ruoli in scena insieme agli attori professionisti. In caso di partecipazione diretta l'impegno è totale e i soggetti entrano in scena come attori. Lo spettacolo è interamente interpretato dai partecipanti che possono essere i formatori o i dipendenti dell'azienda. Quest'ultima modalità permette di vivere un'esperienza molto coinvolgente e formativa.

## Tipologie del Teatro d'impresa
Esistono delle tipologie principali di riferimento, ognuna con proprie caratteristiche e finalità e con modalità di fruizione più o meno partecipativa da parte dei soggetti destinatari.

### Teatro su misura
È uno spettacolo scritto e realizzato ad hoc da autori e attori professionisti sulla base di specifiche esigenze formative e organizzative dell'azienda richiedente. L'obiettivo è quello di rendere la comunicazione tra azienda e dipendenti più trasparente e consapevole realizzando uno spettacolo che metta in scena temi o criticità focalizzati con i responsabili dell'azienda. Lo spettacolo teatrale riesce a rappresentare le situazioni in modo ironico e divertente sdrammatizzando quelle più difficili da affrontare facendo emergere il “non detto” trasformandolo in un aneddoto. Lo spettatore riconosce il problema e vedendo rappresentato il proprio lavoro in scena, come davanti a uno specchio, è stimolato alla consapevolezza e alla riflessione. Osservarsi da un'altra prospettiva aiuta a prendere coscienza del proprio agire e a comprendere meglio il clima aziendale. Inoltre questi eventi inducono a riflettere sulla possibilità di elaborare modi alternativi di gestire il proprio quotidiano lavorativo e dunque motivano al cambiamento. Il Teatro su misura è un efficace strumento di comunicazione fra azienda e personale ed è utile in caso di ristrutturazioni e cambiamenti organizzativi o per far meglio comprendere la cultura, i valori e la mission dell'azienda.
L'intervento formativo del Teatro su misura si svolge seguendo un percorso che prevede un iniziale incontro fra azienda committente e società di consulenza. Durante questa prima fase l'azienda, dopo un'analisi interna dei propri bisogni formativi, chiarisce i propri obiettivi, comunica i messaggi che intende lanciare ed esprime le proprie aspettative alla società di consulenza. Questa, in una seconda fase e attraverso una propria analisi successiva, valuterà con i responsabili aziendali la fattibilità e le modalità dell'intervento e raccoglierà materiale sul contesto e sul vissuto dell'azienda mettendo in evidenza gli aspetti più caratteristici della cultura aziendale ed entrando in contatto, con interviste singole o di gruppo, con le figure professionali destinatarie del progetto. Segue un'elaborazione del materiale da parte dei consulenti affiancati da registi, sceneggiatori e attori e viene redatta una bozza dello spettacolo. Un autore scrive un copione teatrale e viene impostata la progettazione dell'evento in tutti i suoi aspetti (scenografie, luci, suoni, costumi). Il risultato viene sottoposto all'approvazione della committenza e dopo una serie di prove di messa in scena l'evento viene rappresentato davanti al pubblico destinatario. Importantissima per la riuscita dell'intervento formativo è la fase post-evento, detta anche di debriefing, che prevede incontri di riflessione e discussione. Questa fase è molto importante per verificare se il messaggio è stato correttamente compreso, per evidenziare i risultati ottenuti e per impostare piani d'azione per risolvere i problemi messi in evidenza dallo spettacolo e mettere in atto importanti processi di cambiamento.

### Teatro attivo
Metodologia che coinvolge i partecipanti in maniera attiva e interattiva e a livello razionale, emotivo e corporeo. I dipendenti dell'azienda scrivono le loro scene con aneddoti realmente vissuti in ambito lavorativo e poi le rappresentano personalmente dopo un percorso formativo in aula che prevede tecniche ludico-teatrali e la possibilità di mettersi in gioco e sperimentare l'emozione di andare in scena imparando a conoscere e sviluppare il proprio potenziale psicofisico e il proprio linguaggio verbale e non verbale. Le sceneggiature vengono scritte su tematiche scelte dopo un confronto in base alle problematiche comunicative, organizzative e formative da affrontare e per le quali occorre uno stimolo per trovare soluzioni alternative. Il coinvolgimento necessario per la progettazione, il training teatrale di gruppo e la successiva messa in scena sviluppa la costruzione di un team unito e affiatato, la condivisione degli obiettivi e la creatività. Questa tipologia teatrale è quindi indicata per migliorare le capacità di comunicazione e le relazioni nei gruppi di lavoro, per potenziare il teambuilding e la capacità di problem solving.

### Self-Theatre
Forma di Teatro d'impresa, detta anche  teatro a soggetto libero, che coinvolge totalmente i partecipanti in tutta la progettazione e la realizzazione dello spettacolo teatrale. Un gruppo aziendale guidato da "FormAttori" e registi scrive un copione su un tema a sua scelta e non riguardante necessariamente un problema o una criticità comportamentale od organizzativa. In genere l'argomento ha lo scopo di far conoscere i valori e la storia dell'azienda, oppure di comunicare cambiamenti organizzativi o risultati ottenuti, oppure ancora promuovere prodotti o servizi. Segue un training teatrale altamente formativo durante il quale i partecipanti sviluppano competenze di comunicazione interpersonale, di empatia, di ascolto attivo, lavorando sul linguaggio non verbale e sviluppando il “saper essere – saper divenire”. L'aspetto più formativo del self-theatre è rappresentato più dal processo che conduce alla realizzazione dello spettacolo che dal tema trattato. Tale processo richiede un lavoro di gruppo particolarmente intenso durante il quale figure professionali diverse fra loro devono trovare il giusto coordinamento finalizzato al raggiungimento di un obiettivo comune. I partecipanti dopo la scrittura del copione e il training teatrale per acquisire anche le necessarie tecniche di recitazione,  passano alla fase della messa in scena scegliendo ruoli e personaggi, progettando la sceneggiatura, i costumi, le musiche e le luci. Questo lavoro di gruppo stimola la partecipazione, la motivazione e il senso di appartenenza ed è un efficace mezzo di teambuilding. Lo spettacolo realizzato è inoltre un ottimo strumento di comunicazione tra attori e spettatori che possono essere tutti appartenenti all'azienda oppure il pubblico può essere rappresentato anche da persone esterne all'azienda come venditori, informatori, promotori o clienti e fornitori. Il Self-Theatre è dunque una metodologia ideale per la realizzazione di un progetto di formazione e un valido strumento di comunicazione, sia interna per divulgare la vision aziendale e la mission aziendale, che esterna anche a fini promozionali.

### Teatro improvvisato
Rappresenta una via di mezzo fra il Teatro su misura, dove il pubblico è semplice spettatore, e il Teatro attivo che prevede una partecipazione maggiore. Viene scelta questa metodologia d'improvvisazione teatrale quando si intende coinvolgere i partecipanti nella scrittura di un canovaccio, redatto dopo un'analisi in azienda volta a mettere a fuoco i temi di intervento. I canovacci sono brevi copioni di massima, contenenti solo delle indicazioni in base alle quali poi gli attori professionisti metteranno in scena rappresentazioni teatrali improvvisate di breve durata seguendo anche le reazioni e i suggerimenti del pubblico. Al termine si passa alla fase di discussione, di confronto e di approfondimento di gruppo. Rispetto al Teatro su misura il Teatro improvvisato è più elastico nella progettazione e nell'esecuzione ed è meno costoso da realizzare e molto più interattivo.
Attraverso le tecniche dell'improvvisazione teatrale può essere messo in pratica dai partecipanti anche un altro aspetto della metodologia formativa tramite gli esercizi di improvvisazione. Tali esercizi sono ancora più coinvolgenti del Teatro improvvisato e mettono in gioco personalmente essendo quindi ancor più formativi. Talvolta vengono organizzati dei veri e propri match di improvvisazione teatrale nei quali due squadre si sfidano prendendo spunto dai suggerimenti del pubblico e guidati da un moderatore che stabilisce lo stile e la durata delle improvvisazioni.
L'improvvisazione non va confusa con l'approssimazione, ma è invece un'arte, una tecnica, un lavoro piuttosto complesso che richiede intuito, flessibilità mentale, capacità di leggere i contesti e adattarsi alle situazioni, capacità di ascolto, creatività, capacità di gestire lo stress e gli imprevisti. Cimentarsi nell'improvvisazione è sicuramente arricchente e aiuta efficacemente a migliorare le proprie capacità di problem solving.

### Laboratorio teatrale
Coinvolgente esperienza di gruppo finalizzata non tanto all'acquisizione di particolari capacità attoriali, ma alla crescita dell'individuo attraverso giochi ed esercizi che utilizzando le tecniche teatrali fanno sperimentare nuovi ruoli e comportamenti. Mentre il Teatro attivo e il Self-Theatre concretizzano il percorso formativo in uno spettacolo finale, il laboratorio teatrale si basa sulla gratuità del fare e dunque non lo prevede perché il suo scopo è di ricerca interiore profonda e di messa in gioco e in discussione senza obblighi e giudizi finali. Il percorso è costituito da una prima fase di riscaldamento consistente in veri e propri esercizi fisici, per poi passare alla fase che prevede esercizi teatrali sempre a livello corporeo perché focalizzati sulla voce e sulla comunicazione non verbale.  I laboratori teatrali possono coinvolgere gruppi di una stessa azienda o essere a carattere interaziendale. In un contesto aziendale vengono progettati ad hoc in base alle situazioni organizzative e alle esigenze formative riscontrate da un'analisi interna. Se si tratta invece di corsi interaziendali, riguardano un tema specifico che possa prevedere un costruttivo confronto di esperienze diverse e vissuti organizzativi provenienti da più realtà aziendali.

### Lezioni spettacolo
Sono rappresentazioni a soggetto fisso su specifiche tematiche e problematiche di interesse aziendale. In genere fanno parte di un catalogo delle società di consulenza dove è possibile scegliere pièces già scritte e riguardanti tipiche criticità comportamentali, relazionali e organizzative del contesto lavorativo. L'azienda che commissiona l'intervento teatrale sceglie i contenuti delle lezioni spettacolo in base alle esigenze e alle problematiche del proprio contesto e per soddisfare i bisogni formativi interni. Il pubblico assiste semplicemente allo spettacolo messo in scena da attori professionisti con lo scopo di sensibilizzare gli spettatori, presenti anche in gran numero, su un particolare argomento rendendo più leggero e godibile anche il tema più complesso. Questa tipologia che non prevede partecipazione attiva è poco esperienziale anche se è utile per diffondere un messaggio stimolando la riflessione su determinati temi. Si può definire pertanto una tipologia più informativa che formativa.

### Teatro forum
Si tratta della messa in scena di una situazione critica simile a una problematica emersa in azienda e individuata durante la fase di analisi dei bisogni formativi. Questa forma teatrale si ispira al Teatro dell'oppresso, elaborato negli anni Sessanta da Augusto Boal in Brasile, metodo che prevede l'intervento attivo del pubblico durante la rappresentazione. Ad un certo punto dello spettacolo, quando si raggiunge il top della criticità, gli attori interrompono la recitazione e gli “spett-attori” sono invitati a proporre idee risolutive del problema suggerendole agli attori oppure mettendole in scena personalmente salendo sul palco. Il pubblico quindi è stimolato dal formatore ad analizzare, suggerire e sperimentare nuove strategie e per coinvolgere tutti i partecipanti alla riflessione e alla discussione creativa è preferibile che i destinatari siano in numero abbastanza ridotto.
Per chiarezza gli scopi del teatro d'impresa e il classico Teatro-Forum divergono profondamente. Mentre il primo sembra più lavorare per l'adattamento del lavoratore alla realtà dell'impresa e aumentarne quindi l'efficacia e il business, il Teatro-Forum e Teatro dell'Oppresso in genere (cfr. Boal, Il teatro degli oppressi, Feltrinelli 1977) nasce con intenti di liberazione dalle forme di dominio e quindi va ad analizzare nell'impresa quali esse siano per contrastarle.

### Teatro buffo
Prevede l'intervento di un animatore che ispirandosi alla storica figura del giullare di corte, partecipa in qualità di “buffone” a riunioni che in azienda possono essere considerate problematiche o delicate. La sua funzione è denominata anche clown-analyse. Proprio come era concesso in antichità al giullare, il consulente-buffone può dire la verità intervenendo in maniera provocatoria e ironica per mettere in evidenza i sottintesi e indurre i partecipanti alla riflessione, alla discussione e al confronto in una maniera talvolta pungente e sfrontata, ma ironica. In tal modo si sdrammatizza la situazione che diventa un'occasione non solo di ilarità, ma anche di riflessione per approfondire alcuni punti critici.

## Il valore del Teatro d'impresa
Il Teatro d'impresa, per affermarsi e diffondersi non come moda, ma come valido strumento nell'ambito della formazione adulta, ha bisogno di operatori professionalmente preparati in grado di valorizzarne le grandi potenzialità. I vari progetti proposti dai modelli teatrali analizzati, rischiano di essere banalizzati e diventare solo dei momenti di animazione, di intrattenimento o di semplice ilarità se portati avanti da attori che si improvvisano consulenti o da formatori che si improvvisano attori. Per operare nel settore con valide ed efficaci finalità formative occorre avere notevole capacità ed esperienza teatrale e conoscere in maniera approfondita il mondo organizzativo e il processo formativo. Il formatore deve saper facilitare il percorso formativo e il suo compito non si conclude alla fine dello spettacolo, ma deve fare da sostegno e da tramite fra l'esperienza teatrale e l'effettiva e reale applicazione di quanto appreso nel contesto lavorativo. Molto importante il suo ruolo nelle delicate e complesse fasi di debriefing e di valutazione finale dell'intervento formativo, momenti fondamentali per verbalizzare l'esperienza e trasferire l'apprendimento in ambito organizzativo e per sottolineare e analizzare l'utilità dei risultati ottenuti e quindi dare valore concreto all'esperienza.
Competenza e professionalità dei FormAttori sono quindi requisiti fondamentali per garantire la correttezza, la qualità e l'efficacia del loro intervento e valorizzare uno strumento formativo e comunicativo così ricco come il Teatro d'impresa.

## Il Festival del Teatro d'Impresa
Si è tenuto a Bologna, l'11 e 12 giugno 2011, il 1º FESTIVAL DEL TEATRO D'IMPRESA, iniziativa nata con lo scopo di dare uno spazio di rilievo alla metodologia del Teatro d'Impresa nella formazione.
L'obiettivo, infatti, è stato quello di tracciare una “mappa” aggiornata delle più significative applicazioni formative ispirate dal teatro in ambito formativo.
La formula del festival ha previsto tavole rotonde ed una serie di 20 spettacoli a ciclo continuo della durata di 20 minuti l'uno in cui ogni artista ha presentato il proprio lavoro.
Il FESTIVAL DEL TEATRO D'IMPRESA è stato organizzato da AIF, Associazione Italiana Formatori, con il patrocinio della Regione Emilia-Romagna, del Comune e della Provincia di Bologna.